# کاستلافیومه
کاستلافیومه (به ایتالیایی: Castellafiume) یک کومونه در ایتالیا است که در استان لاکویلا واقع شده‌است. کاستلافیومه ۲۴٫۶۲ کیلومتر مربع مساحت و ۱٬۱۱۶ نفر جمعیت دارد و ۸۴۰ متر بالاتر از سطح دریا واقع شده‌است.